# ジビュレ・フォン・ユーリヒ＝クレーフェ＝ベルク
ジビュレ・フォン・ユーリヒ＝クレーフェ＝ベルク（Sibylle von Jülich-Kleve-Berg, 1512年1月17日 - 1554年2月21日）は、ザクセン選帝侯ヨハン・フリードリヒの妃。

## 生涯
ユーリヒ＝クレーフェ＝ベルク公ヨハン3世と妃アンナ・フォン・ゲルデルンの長女として、デュッセルドルフで生まれた。妹にイングランド王ヘンリー8世の王妃アン・オブ・クレーヴズがいる。
1526年9月にヨハン・フリードリヒと結婚、4子を生んだ。
- ヨハン・フリードリヒ2世（1529年 - 1595年） - ザクセン公
- ヨハン・ヴィルヘルム（1530年 - 1573年） - ザクセン＝ヴァイマル公
- ヨハン・エルンスト（1535年、夭折）
- ヨハン・フリードリヒ3世（1538年 - 1565年） - ザクセン＝ゴータ公

ヴィッテンベルク包囲の間、ジビュレは夫の本拠地で防戦した。妻子を救い出し、ヴィッテンベルクの破壊を食い止めるため、ヨハン・フリードリヒは敗北を認めて、選帝侯位を皇帝カール5世の息のかかったモーリッツへ譲渡した。
1554年、ジビュレはヴァイマルで死んだ。